# Стрэдлинг, Гарри (младший)
Гарри Стрэдлинг — младший (англ. Harry Stradling Jr.; 7 января 1925 — 17 октября 2017) — американский кинооператор, сын Гарри Стрэдлинга — старшего. Дважды номинировался на премию «Оскар» за операторскую работу в фильмах «1776» и «Встреча двух сердец».

## Биография
Родился 7 января 1925 года в городе Нью-Йорк, США. Карьеру в кино начал в 1944 году в качестве помощника оператора. В качестве основного кинооператора дебютировал в 1965 году. Известен по фильмам «Маленький большой человек» режиссёра Артура Пенна, «Встреча двух сердец» Сидни Поллака, «Маккью» Джона Стёрджеса и «Конвой» Сэма Пекинпы. Состоял в Американском обществе кинооператоров с 1968 года.
Умер 17 октября 2017 года в округе Вудленд-Хиллз, США.

## Избранная фильмография
- 1988 — Гольф-клуб 2 / Caddyshack 2 (реж. Аллан Аркуш)
- 1987 — Свидание вслепую / Blind Date (реж. Блейк Эдвардс)
- 1984 — Микки и Мод / Micki + Maude (реж. Блейк Эдвардс)
- 1981 — S.O.B. / S.O.B. (реж. Блейк Эдвардс)
- 1981 — Друг-приятель (реж. Билли Уайлдер)
- 1978 — Конвой / Convoy (реж. Сэм Пекинпа)
- 1978 — Иди и скажи спартанцам / Go Tell the Spartans (реж. Тед Пост)
- 1977 — Проклятая долина / Damnation Alley (реж. Джек Смайт)
- 1977 — Величайший / The Greatest (реж. Том Грис)
- 1975 — Вкуси пулю / Bite The Bullet (реж. Ричард Брукс)
- 1974 — Маккью / McQ (реж. Джон Стёрджес)
- 1973 — Встреча двух сердец / The Way We Were (реж. Сидни Поллак)
- 1972 — 1776[англ.] / 1776 (реж. Питер Хант)
- 1972 — Угонщик самолётов / Skyjacked (реж. Джон Гиллермин)
- 1970 — Маленький большой человек / Little Big Man (реж. Артур Пенн)

## Награды и номинации
- Премия «Оскар» за лучшую операторскую работу
  - Номинировался в 1973 году за фильм «1776[англ.]»[5]
  - Номинировался в 1974 году за фильм «Встреча двух сердец»[6]